# سیارک ۱۳۳۶۸
سیارک ۱۳۳۶۸ (به انگلیسی: 13368 Wlodekofman، نامگذاری:1998UV24) سیزده هزار و سیصد و شصت و هشتمین سیارک کشف شده‌است که در ۱۸ اکتبر ۱۹۹۸ کشف شد.
قدر مطلق سیارک برابر ۲۵.۷ است.